# متروی ریاض
متروی ریاض (به عربی: قطار الرياض‎) یک سیستم قطار شهری متعلق به ریاض، پایتخت عربستان سعودی است. این مترو از شش خط به طول ۱۷۶ کیلومتر با ۸۵ ایستگاه (۴ ایستگاه اصلی و ۸۱ ایستگاه فرعی) تشکیل شده‌است. برای ساخت این پروژه که بخشی از پروژه بزرگ ملک عبدالعزیز محسوب می‌شود، حدود ۲۲٫۵ میلیارد دلار هزینه شده است. در برنامه‌های کلی، این مترو در بالا و پایین سطح زمین قرار گرفته‌است. شرکت‌های اروپایی مشهوری همچون: زیمنس موبیلیتی، بمباردیه ترانسپورتیشن و آلستوم در ساخت این مترو مشارکت کرده‌اند.

## افتتاح و بهره‌برداری
قطار شهری ریاض در روز چهارشنبه ۷ آذر ۱۴۰۳ (۲۷ نوامبر ۲۰۲۴) طی آیینی رسمی با حضور ملک سلمان، پادشاه عربستان افتتاح شد. فاز نخست مسافرگیری قطار شهری ریاض در سه خط ریلی آبی، بنفش و زرد از روز یکشنبه ۱۱ آذر ۱۴۰۳ (۱ دسامبر ۲۰۲۴) آغاز شد و طبق برنامه، سه‌ خط باقی‌مانده به‌تدریج تا آغاز سال ۲۰۲۵ میلادی وارد مدار بهره‌برداری خواهند شد.

## خطوط و مشخصات[۶]
| شماره خط | نام مسیر  | طول مسیر                 | تعداد ایستگاه ها                    | تعداد ایستگاه تقاطعی | تاریخ افتتاح   | توضیحات |
| -------- | --------- | ------------------------ | ----------------------------------- | -------------------- | -------------- | --- |
| 1        | خط آبی    | ۳۸ کیلومتر (۲۴ مایل)     | ۲۲ ایستگاه                          | ۴ ایستگاه            | ۱ دسامبر ۲۰۲۴  | این خط در جهت شمالی-جنوبی، منطقه دارالبیضا در جنوب ریاض را به ساختمان مرکزی بانک SAB در شمال ریاض متصل می‌کند. بخش عمده‌ای از این خط از زیر خیابان‌های اولیا و بطحا می‌گذرد.                |
| 2        | خط قرمز   | ۲۵.۳ کیلومتر (۱۵.۷ مایل) | ۱۳ ایستگاه                          | ۳ ایستگاه            | ۱۵ دسامبر ۲۰۲۴ | این خط در جهت شرق به غرب در موازات بزرگراه ملک عبدالله، از دانشگاه ملک سعود در غرب ریاض شروع می‌شود و تا ورزشگاه ملک فهد در شرق امتداد دارد.                                             |
| 3        | خط نارنجی | ۴۰.۷ کیلومتر (۲۵.۳ مایل) | ۲۰ ایستگاه                          | ۲ ایستگاه            | ۵ ژانویه ۲۰۲۵  | در جهت شرقی-غربی در امتداد بزرگراه‌های مدینه و شاهزاده سعد بن عبدالرحمن اول امتداد دارد و از منطقه خشم العان در شرق شروع و در محور جده در جنوب غربی ریاض پایان می‌یابد.                   |
| 4        | خط زرد    | ۲۹.۶ کیلومتر (۱۸.۴ مایل) | ۸ ایستگاه (۳ ایستگاه مشترک با خط ۶) | ۴ ایستگاه            | ۱ دسامبر ۲۰۲۴  | از فرودگاه بین المللی ملک خالد تا منطقه مالی ملک عبدالله (KAFD) امتداد دارد. ۳ ایستگاه این مسیر با خط ۴ مشترک می‌باشد.                                                                   |
| 5        | خط سبز    | ۱۲.۹ کیلومتر (۸ مایل)    | ۱۰ ایستگاه                          | ۲ ایستگاه            | ۱۵ دسامبر ۲۰۲۴ | این خط به موازات خیابان ملک عبدالعزیز در مرکز ریاض، از ساختمان وزارت آموزش و پرورش شروع می‌شود و تا موزه ملی عربستان ادامه دارد.                                                         |
| 6        | خط بنفش   | ۲۹.۹ کیلومتر (۱۸.۶ مایل) | ۸ ایستگاه (۳ ایستگاه مشترک با خط ۴) | ۳ ایستگاه            | ۱ دسامبر ۲۰۲۴  | این خط از منطقه مالی ملک عبدالله (KAFD) شروع شده و پس از طی یک مسیر مشترک با خط ۴، در ایستگاه سابک از این خط جدا شده و با حرکت در موازات خیابان شیخ حسین بن علی، به منطقه النسیم می‌رسد. |